# 1996年リトアニア議会選挙
1996年リトアニア議会選挙（1996ねん りとあにあ ぎかいせんきょ）は、リトアニア共和国の立法府であるセイマスの議員を選出するため1996年10月に行われた選挙である。この選挙では中道右派政党の祖国同盟＝保守党が第1党となった。

## 選挙データ
- セイマスの定数：141議席
  - 小選挙区：71議席
  - 比例代表：70議席
- セイマスの議員任期：4年
- 選挙制度：小選挙区比例代表並立制
  - 小選挙区：二回投票制
第1回投票で過半数の得票（絶対多数得票）を得た候補がいなかった場合、上位2位の候補によって2週間後に決選投票が行われ、最多得票を得た候補が当選する。
  - 比例代表：非拘束名簿式
議席配分は最大剰余ヘア基数式で行われるが、最低でも全国集計で5％以上の得票（政党連合の場合は7％以上）を得る必要がある。
- 選挙権／被選挙権
  - 選挙権：18歳以上
  - 被選挙権：25歳以上

## 選挙結果
- 投票日：
  - 第1回投票：1996年10月20日
  - 決選投票：1996年11月10日
- 登録有権者数（比例代表）：2,597,530名
- 投票率：
  - 小選挙区
    - 第1回投票：52.90％
    - 決選投票：41.75％

  - 比例代表：52.92％
- 有効得票数（比例代表）：1,306,922

| 党派（政党連合）                                 | 党派（政党連合）                         | 比例代表  | 比例代表 | 比例代表 | 比例代表 | 小選挙区 | 小選挙区 | 合計 | 合計   |
| 党派（政党連合）                                 | 党派（政党連合）                         | 得票数    | 得票率   | 議席     | 議席率   | 議席     | 議席率   | 議席 | 議席率 |
| ------------------------------------------------ | ---------------------------------------- | --------- | -------- | -------- | -------- | -------- | -------- | ---- | ------ |
| 祖国同盟＝保守党（TS-LK）                        | 祖国同盟＝保守党（TS-LK）                | 409,585   | 29.80    | 33       | 47.14    | 37       | 52.11    | 70   | 49.65  |
| リトアニア・キリスト教民主党（LKDP）             | リトアニア・キリスト教民主党（LKDP）     | 136,259   | 9.91     | 11       | 15.71    | 5        | 7.04     | 16   | 11.35  |
| リトアニア民主労働党（LDDP）                     | リトアニア民主労働党（LDDP）             | 113,333   | 8.24     | 9        | 12.86    | 4        | 5.63     | 13   | 9.22   |
| リトアニア中道連合（LCS）                        | リトアニア中道連合（LCS）                | 130,837   | 9.52     | 10       | 14.29    | 3        | 4.23     | 13   | 9.22   |
| リトアニア社会民主党（LSDP）                     | リトアニア社会民主党（LSDP）             | 90,756    | 6.60     | 7        | 10.00    | 5        | 7.04     | 12   | 8.51   |
| 「若きリトアニア」（„JL“）                       | 「若きリトアニア」（„JL“）               | 52,423    | 3.81     | 0        | 0.00     | 1        | 1.41     | 1    | 0.71   |
| リトアニア女性党（LMP）                          | リトアニア女性党（LMP）                  | 50,494    | 3.67     | 0        | 0.00     | 1        | 1.41     | 1    | 0.71   |
| キリスト教民主連合（KDS）                        | キリスト教民主連合（KDS）                | 42,346    | 3.08     | 0        | 0.00     | 1        | 1.41     | 1    | 0.71   |
| リトアニア・ポーランド人選挙活動（LLRA）         | リトアニア・ポーランド人選挙活動（LLRA） | 40,941    | 2.98     | 0        | 0.00     | 3        | 4.23     | 3    | 2.13   |
| リトアニア少数民族同盟（LTMA）                   | リトアニア少数民族同盟（LTMA）           | 33,389    | 2.43     | 0        | 0.00     | 1        | 1.41     | 1    | 0.71   |
| リトアニア人民族主義連合／民主党連合 （LTS/LDP） | リトアニア人民族主義連合（LTS）          | 28,744    | 2.09     | 0        | 0.00     | 1        | 1.41     | 3    | 2.13   |
| リトアニア人民族主義連合／民主党連合 （LTS/LDP） | リトアニア民主党（LDP）                  | 28,744    | 2.09     | 0        | 0.00     | 2        | 2.82     | 3    | 2.13   |
| リトアニア自由連合（LLS）                        | リトアニア自由連合（LLS）                | 25,279    | 1.84     | 0        | 0.00     | 1        | 1.41     | 1    | 0.71   |
| リトアニア農民党（LVP）                          | リトアニア農民党（LVP）                  | 22,826    | 1.66     | 0        | 0.00     | 1        | 1.41     | 1    | 0.71   |
| リトアニア政治犯・亡命者連合（LPKTS）            | リトアニア政治犯・亡命者連合（LPKTS）    | 20,580    | 1.50     | 0        | 0.00     | 1        | 1.41     | 1    | 0.71   |
| その他の政党                                     | その他の政党                             | 86,735    | 6.31     | 0        | 0.00     | 0        | 0.00     | 0    | 0.00   |
| 無所属                                           | 無所属                                   | －        | －       | －       |          | 4        | 5.63     | 4    | 2.84   |
|                                                  |                                          | 1,306,922 |          | 70       |          | 71       |          | 141  | 100.00 |

出典：リトアニアの選挙・政党データ（xlsファイル、中井遼作成）－ポスト社会主義国の選挙・政党データ（ベータ版）より。（西南学院大学法学部教員仙石学サイト）。なお比例代表と小選挙区の両方で議席を獲得出来なかった政党の得票については「その他の政党」としてまとめて掲載した。